# 555년

## 연호
- 남량(南梁) 천성(天成) 원년 / 소태(紹泰) 원년
- 후량(後梁) 대정(大定) 원년
- 북제(北齊) 천보(天保) 6년
- 신라(新羅) 개국(開國) 5년

## 기년
- 남량(南梁) 민제(閔帝) 원년 / 경제(敬帝) 원년
- 북제(北齊) 문선제(文宣帝) 6년
- 서위(西魏) 공제(恭帝) 2년
- 신라(新羅) 진흥왕(眞興王) 16년
- 고구려(高句麗) 양원왕(陽原王) 11년
- 백제(百濟) 위덕왕(威德王) 2년

## 사건
- 신라, 비자화군(比自火郡)에 하주(下州)를 두었다. 신라의 진흥왕이 북한산비를 세우다.

## 사망
- 6월 7일 - 교황 비질리오, 59대 로마 교황.

## 참고 문헌
- 김부식 (1145), 《삼국사기》 〈잡지제삼 지리일(雜志第三 地理一)〉